# اچ‌ام‌اس نیل (۱۸۳۹)
اچ‌ام‌اس نیل (۱۸۳۹) (به انگلیسی: HMS Nile (1839)) یک کشتی بود که طول آن ۲۰۵ فوت ۶ اینچ (۶۲٫۶۴ متر) بود. این کشتی در سال ۱۸۳۹ ساخته شد.